# Szaporca
Szaporca is een plaats (község) en gemeente in het Hongaarse comitaat Baranya. Szaporca telt 267 inwoners (2001).